# Malapterurus electricus
Malapterurus electricus is een straalvinnige vissensoort uit de familie van de siddermeervallen (Malapteruridae). De wetenschappelijke naam van de soort is voor het eerst geldig gepubliceerd in 1789 door Gmelin.
Malapterurus electricus is in staat om elektrische spanning te genereren tot 350 volt waarmee deze onder meer zijn prooi kan verlammen. De soort komt voor in de Nijl en het Tsjaadmeer, is 's nachts actief, kan een lengte bereiken van 120 cm met een gewicht van 20kg en kan 10 jaar oud worden.